# Ceratomegilla undecimnotata
Ceratomegilla undecimnotata — вид пятнистых божьих коровок из семейства Coccinellidae, подсемейства Coccinellinae.

## Описание
Длина тела составляет около 5-7 мм. Тело удлинённое. Надкрылья оранжево-красные, переднеспинка чёрная, иногда с тонкой белой линией по переднему краю. Надкрылья имеют центральное чёрное пятно и 10 боковых чёрных пятен. Всего имеется одиннадцать пятен (отсюда латинское название вида undecimnotata), но некоторые пятна могут быть мелкими и едва заметными.
Этот вид можно спутать с Coccinella septempunctata, но он мельче и более овальный, центральное пятно над переднеспинкой имеет треугольную форму, а не круглую, и вокруг него нет белого окаймления.
Взрослых особей можно встретить с марта по октябрь. Питаются преимущественно тлями.

## Распространение
Этот довольно редкий вид встречается в Центральной и Южной Европе.

## Местообитание
Обитает на открытых солнечных участках (опушки лесов, луга, травянистые и сухие луга и т. д.).